# 阿薩姆運動

阿薩姆運動中常用的標誌

阿薩姆運動（英語：Assam Movement）又稱阿薩姆反外國人動亂（Anti-Foreigners Agitation），是1979年至1985年印度阿薩姆邦由全阿薩姆學生聯盟（AASU）與全阿萨姆邦学生会（All Assam Gana Sangram Parishad, AAGSP）領導的公民不服從與暴力抗爭，訴求為印度政府去除非法入境的外籍人士之投票權，並將其驅逐出境。
20世紀初起孟加拉人即開始遷入阿薩姆地區，本土阿薩姆人與孟加拉人產生文化衝突，阿薩姆民族主義逐漸興起。1960年代起阿薩姆即有許多來自孟加拉的非法移民被錯誤地列入選民名冊中，引發本地阿薩姆人的警覺，孟加拉國解放戰爭期間與戰後大批孟加拉難民移入阿薩姆，1979年芒格阿爾多伊的選民名冊中有多達近72%的選民為非公民，為此運動的導火線，全阿薩姆學生聯盟宣布杯葛翌年的人民院選舉，要求徹底清查選民名單，後來抗爭情勢升級，爆發針對孟加拉人的武裝衝突，1983年的奈歷大屠殺中即有超過2000人喪生。1985年阿薩姆運動的領導人與政府簽訂阿萨姆协议，抗爭宣告結束。 